# Mika'ela Fisher

Mika'ela Fisher (  também conhecido como Mika'Ela Fisher, Mikaela Fisher ) é uma atriz  e modelo alemã.
Ela posou como modelo para as casas de moda Martin Margiela, John Galliano, Hermès, entre outros. 

Fisher ganhou reconhecimento como atriz por seu papel no filme Ne le dis à personne Não Conte a Ninguém Tell No One.
Em 2013, ela produziu e dirigiu seu primeiro curta-metragem, Die Tapferen Haende im Chaos der Zeit..Este filme foi indicado nas categorias de melhor diretor e melhor trilha sonora para os Maverick Movie Awards 2013 

## Filmografia

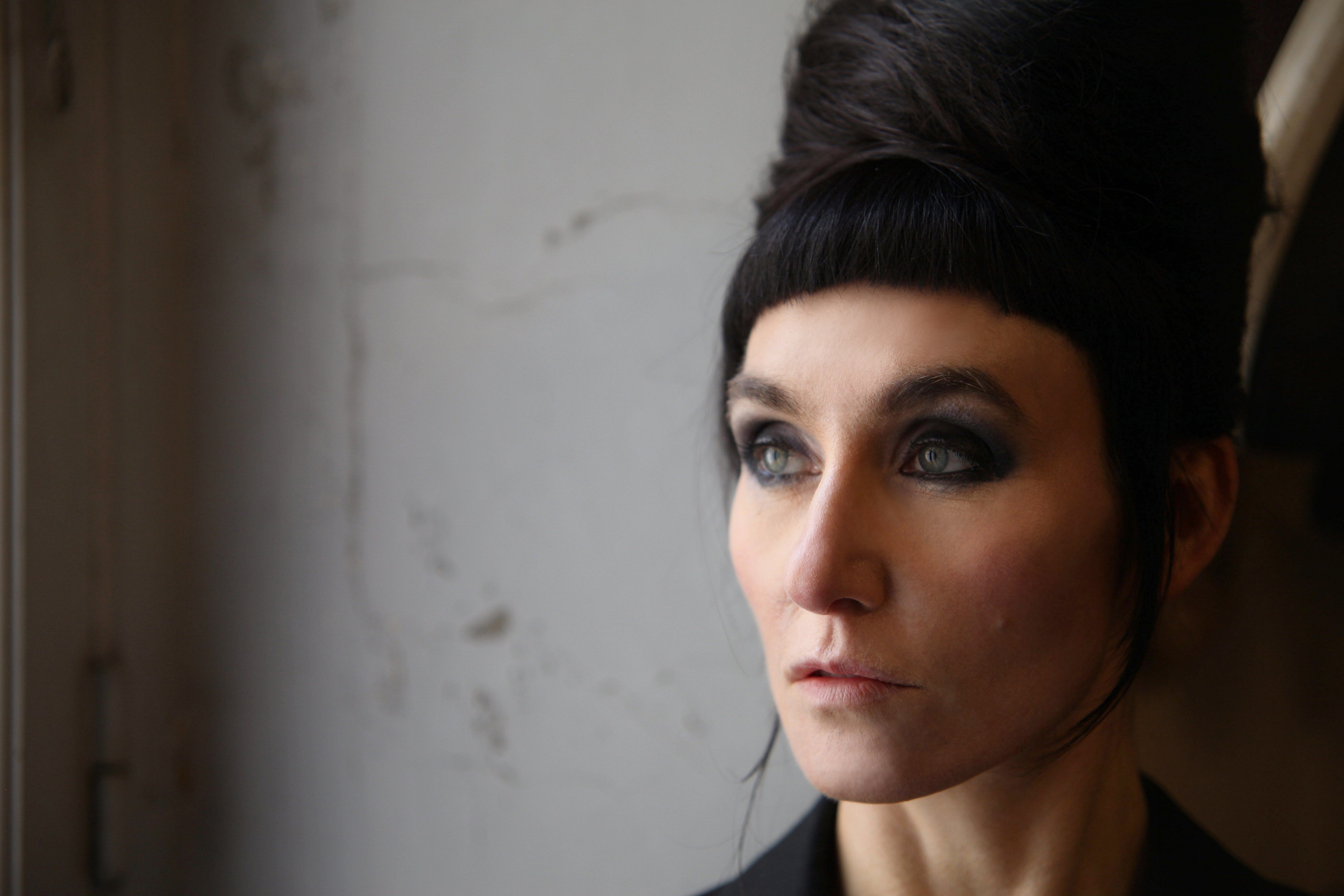
Mika'ela Fisher Die Tapferen Haende im Chaos der Zeit

### Actriz
- Home Cinema (2005) ... Ela
- Ne le dis à personne Não Conte a Ninguém (2006) ... Zak
- Everyone Is BeautifulJohn Galliano Show (2006) ... Lady Tango Dancer
- Retour au pays (2006) ... Artist
- La Promenade (2007) ... Prostituta
- Lisa (2008) ...  mãe
- Pour elle (2008) ... tatuagem Mulher
- The Lost Door (2009) ... Kristina
- Image particulière (2010) ... Sophie
- Boro in the Box (2011) ... Ligia
- * La Promenade (2007) ... Prostituta
- Lisa (2008) ...  mãe
- Pour elle (2008) ... tatuagem Mulher
- The Lost Door (2009) ... Kristina
- Image particulière (2010) ... Sophie
- Boro in the Box (2011) ... Ligia
- Out of Fashion Maison Martin Margiela (2011) ...  Model
- The Naked Leading the Blind (2012) ... Martha
- Colt 45 (2013) ... Mika
- Die Tapferen Haende im Chaos der Zeit (2013) ... Model
- Victory's Short (2014) ... Gabrielle Montvignier
- Entre vents et marées (2014) ... Katerina
- Männin (2015) ...Adam / Eva / Männin
- Odile dans la vallée (2017) ...Odile
- TheWomen Collection (2017) ...Karl Lagerfeld
- L'architecte textile (2017) ...maître tailleur

### Diretor

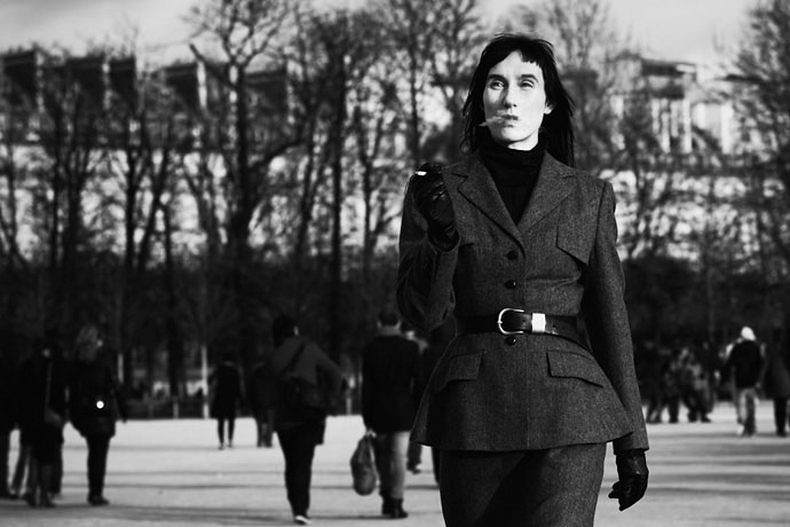
Mika'Ela Fisher Valiant Hands in the Chaos of Time

- Die Tapferen Haende im Chaos der Zeit (2013)
- Victory's Short (2014)
- Männin (2015)
- L'architecte textile (2017)